# Actinidia henryi
Actinidia henryi là một loài thực vật có hoa trong họ Dương đào. Loài này được Dunn mô tả khoa học đầu tiên năm 1916.